# Ageneiosus brevis
Ageneiosus brevis är en fiskart som beskrevs av Steindachner, 1881. Ageneiosus brevis ingår i släktet Ageneiosus och familjen Auchenipteridae. Inga underarter finns listade i Catalogue of Life.